# Animal Tour
Animal Tour fue la gira debut de la cantante argentina María Becerra, realizada para promocionar su primer álbum de estudio, Animal (2021). Inició el 22 de octubre de 2021 en la ciudad de Buenos Aires y tiene previsto recorrer varios países de Latinoamérica y Europa.

## Antecedentes
La artista argentina anunció de manera oficial Animal Tour en julio de 2021, aunque en un principio se planeó para meses antes viéndose imposibilitada debido a la Pandemia de COVID-19. Además, Becerra expresó su interés por realizar sus primeros conciertos en recintos pequeños mediante su cuenta de Twitter, luego de recibir algunas críticas por parte de sus seguidores tras el conocimiento del lugar elegido para dar comienzo a su gira.

## Recepción

### Recepción comercial
En cuanto se anunció la gira, todas las entradas se agotaron para su concierto en Buenos Aires en menos de una hora; por lo que anunció nuevas presentaciones, agotando veintidós fechas.

## Repertorio
| Animal Tour |
| ----------- |

1. «High»
2. «Tu me lo haces fácil»
3. «Tu lady»
4. «Acaramelao»
5. «No eres tú, soy yo»
6. «Hace rato»
7. «¿Que más pues?»
8. «Cazame»
9. «Episodios»
10. «Perdidamente»
11. «Confiesalo»
12. «Hipnotiza'»
13. «Wow Wow»
14. «A solas»
15. «Miénteme»
16. «Mi debilidad»
17. «Cerquita de ti»
18. «Dime como hago»
19. «Animal»

Artistas invitados
- Durante el concierto del 29 de octubre en Buenos Aires, Becerra estuvo acompañada en el escenario por Tini y Lola Índigo  la canción «High (Remix)».[7]
- Durante el concierto en Chile, Becerra interpretó junto al cantante Sofía Reyes la canción «Marte».[8]
- Durante el concierto del 14 de abril en Buenos Aires, Becerra nuevamente interpretó junto a Cazzu la canción «Animal», «Cazame» junto Tiago PZK y «Tranquila» con FMK.[9]

Notas
- Durante el concierto en Chile, Becerra interpretó «Marte» por primera vez en la gira, siendo añadida al repertorio en algunos conciertos.[8]

## Fechas
| Fecha                    | Ciudad                 | País           | Lugar                                   | Asistencia      |
| Etapa I - 2021           | Etapa I - 2021         | Etapa I - 2021 | Etapa I - 2021                          | Etapa I - 2021  |
| ------------------------ | ---------------------- | -------------- | --------------------------------------- | --------------- |
| 22 de octubre de 2021    | Buenos Aires           | Argentina      | Teatro Rivadavia                        | 1 500 / 1 500   |
| 23 de octubre de 2021    | Buenos Aires           | Argentina      | Teatro Rivadavia                        | 1 500 / 1 500   |
| 24 de octubre de 2021    | Buenos Aires           | Argentina      | Teatro Rivadavia                        | 1 500 / 1 500   |
| 27 de octubre de 2021    | Buenos Aires           | Argentina      | Teatro Rivadavia                        | 1 500 / 1 500   |
| 28 de octubre de 2021    | Buenos Aires           | Argentina      | Teatro Rivadavia                        | 1 500 / 1 500   |
| 29 de octubre de 2021    | Buenos Aires           | Argentina      | Teatro Rivadavia                        | 1 500 / 1 500   |
| 4 de noviembre de 2021   | Buenos Aires           | Argentina      | Teatro Rivadavia                        | 1 500 / 1 500   |
| 5 de noviembre de 2021   | Buenos Aires           | Argentina      | Teatro Rivadavia                        | 1 500 / 1 500   |
| 6 de noviembre de 2021   | Buenos Aires           | Argentina      | Teatro Rivadavia                        | 1 500 / 1 500   |
| 7 de noviembre de 2021   | Buenos Aires           | Argentina      | Teatro Rivadavia                        | 1 500 / 1 500   |
| 11 de noviembre de 2021  | Buenos Aires           | Argentina      | Teatro Rivadavia                        | 1 500 / 1 500   |
| 12 de noviembre de 2021  | Buenos Aires           | Argentina      | Teatro Rivadavia                        | 1 500 / 1 500   |
| 13 de noviembre de 2021  | Buenos Aires           | Argentina      | Teatro Rivadavia                        | 1 500 / 1 500   |
| 14 de noviembre de 2021  | Buenos Aires           | Argentina      | Teatro Rivadavia                        | 1 500 / 1 500   |
| 25 de noviembre de 2021  | Buenos Aires           | Argentina      | Teatro Rivadavia                        | 1 500 / 1 500   |
| 26 de noviembre de 2021  | Buenos Aires           | Argentina      | Teatro Rivadavia                        | 1 500 / 1 500   |
| 27 de noviembre de 2021  | Buenos Aires           | Argentina      | Teatro Rivadavia                        | 1 500 / 1 500   |
| 28 de noviembre de 2021  | Buenos Aires           | Argentina      | Teatro Rivadavia                        | 1 500 / 1 500   |
| 1 de diciembre de 2021   | Buenos Aires           | Argentina      | Teatro Rivadavia                        | 1 500 / 1 500   |
| 2 de diciembre de 2021   | Buenos Aires           | Argentina      | Teatro Rivadavia                        | 1 500 / 1 500   |
| 3 de diciembre de 2021   | Buenos Aires           | Argentina      | Teatro Rivadavia                        | 1 500 / 1 500   |
| 5 de diciembre de 2021   | Buenos Aires           | Argentina      | Teatro Rivadavia                        | 1 500 / 1 500   |
| Etapa II - 2022          |                        |                |                                         |                 |
| 28 de enero de 2022      | Mar del Plata          | Argentina      | Club Horizonte Mar del Plata            | 7 000 / 4 000   |
| 29 de enero de 2022      | Mar del Plata          | Argentina      | Club Horizonte Mar del Plata            | 7 000 / —       |
| 5 de febrero de 2022     | General Roca           | Argentina      | Predio Fiesta Nacional de la Manzana    | 100 000         |
| 11 de febrero de 2022    | Villa María            | Argentina      | Anfiteatro Municipal de Villa María     | 12 000          |
| 13 de febrero de 2022    | Santa María de Punilla | Argentina      | Aeródromo Santa María de Punilla        | 45 000          |
| 15 de febrero de 2022    | El Calafate            | Argentina      | Anfiteatro del Bosque                   | 25 000          |
| 26 de febrero de 2022    | Concordia              | Argentina      | Autódromo de Concordia                  | —               |
| 10 de marzo de 2022      | Santiago               | Chile          | Movistar Arena                          | 9 000           |
| 14 de abril de 2022      | Buenos Aires           | Argentina      | Estadio GEBA                            | 15 000 / 15 000 |
| 7 de mayo de 2022        | Santa Fe               | Argentina      | Club del Lago                           | 8 000 / 8 000   |
| 13 de agosto de 2023     | Lima                   | Perú           | Estadio San Marcos                      | Festival        |
| 29 de septiembre de 2022 | Barcelona              | España         | Sant Jordi Club                         | 4 200 / 4 600   |
| 1 de octubre de 2022     | Málaga                 | España         | Auditorio del Cortijo de Torres         | —               |
| 8 de octubre de 2022     | Sevilla                | España         | Centro Hípico Mairena del Aljarafe      | 3 000           |
| 9 de octubre de 2022     | Madrid                 | España         | Palacio de Vistalegre                   | 4 500 / 5 000   |
| 11 de octubre de 2022    | Murcia                 | España         | Plaza de toros                          | —               |
| 12 de octubre de 2022    | Valencia               | España         | Sala Repvblicca                         | 3 000 / 3 000   |
| 14 de octubre de 2022    | Bilbao                 | España         | Bilbao Arena                            | 2 000           |
| 15 de octubre de 2022    | La Coruña              | España         | Sala Pelicano                           | —               |
| —                        |                        |                |                                         |                 |
| 3 de noviembre de 2022   | Asunción               | Paraguay       | Centro de convenciones de la conmebol   | 5 000 / 5 000   |
| 11 de diciembre de 2022  | Montevideo             | Uruguay        | Antel Arena                             | 13 000 / 13 000 |
| 17 de diciembre de 2022  | Río Gallegos           | Argentina      | Atlético Boxing Club                    | Festival        |
| Etapa III - 2023         |                        |                |                                         |                 |
| 28 de enero de 2023      | Mar del Plata          | Argentina      | Helena Beach                            | —               |
| 10 de febrero de 2023    | Formosa                | Argentina      | Herradura (Formosa)                     | Festival        |
| 22 de febrero de 2023    | Chubut                 | Argentina      | Estadio Municipal de Comodoro Rivadavia | Festival        |
| 24 de febrero de 2023    | San Juan               | Argentina      | Costanera Complejo Ferial               | Festival        |

### Cancelados o reprogramados
| Fecha                    | Ciudad        | País      | Lugar                                    | Motivo                                                                                       |
| ------------------------ | ------------- | --------- | ---------------------------------------- | -------------------------------------------------------------------------------------------- |
| 26 de octubre de 2021    | Buenos Aires  | Argentina | Teatro Rivadavia                         | Reprogramado al 7 de noviembre de 2021 por viaje debido la nominación a los Grammy Latinos.  |
| 31 de octubre de 2021    | Buenos Aires  | Argentina | Teatro Rivadavia                         | Reprogramado al 13 de noviembre de 2021 por viaje debido la nominación a los Grammy Latinos. |
| 18 de noviembre de 2021  | Buenos Aires  | Argentina | Teatro Rivadavia                         | Reprogramado al 1 de diciembre de 2021 por viaje debido la nominación a los Grammy Latinos.  |
| 19 de noviembre de 2021  | Buenos Aires  | Argentina | Teatro Rivadavia                         | Reprogramado al 2 de diciembre de 2021 por viaje debido la nominación a los Grammy Latinos.  |
| 20 de noviembre de 2021  | Buenos Aires  | Argentina | Teatro Rivadavia                         | Reprogramado al 5 de diciembre de 2021 por viaje debido la nominación a los Grammy Latinos.  |
| 20 de enero de 2022      | Mar del Plata | Argentina | Club Horizonte Mar del Plata             | Reprogramado al 28 de enero de 2022 debido al pronóstico de tiempo.                          |
| 22 de enero de 2022      | Mar del Plata | Argentina | Club Horizonte Mar del Plata             | Reprogramado al 29 de enero de 2022 debido al pronóstico de tiempo.                          |
| 30 de septiembre de 2022 | Granada       | España    | Palacio Municipal de Deportes de Granada | Se canceló por problemas de logística.                                                       |